# Blue Exorcist
Blue Exorcist (яп. 青の祓魔師 Ао но Экусосисуто, досл. «Синий Экзорцист») — манга, написанная и иллюстрированная Кадзуэ Като. История вращается вокруг Рина Окумуры, подростка, который обнаруживает, что он и его брат-близнец Юкио — сыновья Сатаны. Выходит в журнале Jump Square издательства Shueisha с апреля 2009 года; по состоянию на январь 2024 года в формате танкобонов выпущена в 30 томах.
Манга была экранизирована в аниме-телесериал, снятый студией A-1 Pictures, и транслировался с апреля по октябрь 2011 года. Премьера аниме-фильма Blue Exorcist: The Movie состоялась в декабре 2012 года. Второй сезон Blue Exorcist: Kyoto Saga, выходил в эфир с января по март 2017 года. Третий сезон Blue Exorcist: Shimane Illuminati Saga анонсировали в декабре 2023 года, трансляция началась 6 января 2024 года.

## Сюжет
Действие сюжета описывает противоборство двух миров: Ассии, людского мира, и Геенны, демонического. Сатана пытается использовать своего сына Рина, получеловека-полудемона (его мать — человек), в качестве ключа, с помощью которого зло поглотит мир. В планы самого юноши подобное не входит — и после того, как его опекун умирает от рук «главного» демона, он решает стать экзорцистом. В ходе обучения он встречает других учеников-экзорцистов, которые становятся его друзьями и верными товарищами.

## Персонажи

### Основные
Рин Окумура (яп. 奥村 燐 Окумура Рин) — главный герой. Пятнадцатилетний сын и преемник Сатаны, появившийся на свет из чрева земной женщины. Его силы при рождении были запечатаны в демонический меч Курикара (Комакэн). Долгие годы Рин не знал о своей настоящей сущности, однако со временем меч перестал сдерживать его силу, и Рин загорелся синим пламенем, тем самым подав знак Сатане, кто является его сыном. Рину удаётся спастись и остаться на земле, но ценой жизни своего приёмного отца, экзорциста Сиро Фудзимото. Тогда Рин решает сам стать экзорцистом, для чего вместе с братом Юкио отправляется в специальную школу — Академию Истинного Креста. Беспокойный, шумный, безответственный и ленивый (спит по 12 часов в сутки), но удивительно сильный духом и целеустремлённый. Через некоторое время перестаёт гнушаться собственных демонических сил и принимает своё происхождение, что категорически не нравится Юкио, но вызывает уважение у Самаэля (Мефисто). Представляет ценность для Сатаны, в связи с чем остальные демоны (в том числе и его братья) стараются не вредить ему, опасаясь гнева отца. По сей видимости, имеет далеко не дружеское отношение к Сиэми Морияма, та, похоже, тоже. В 73 главе манги, сам признался, что девушка ему нравится, хотя до последнего был уверен, что его брат Юкио и Сиэми влюблены в друг друга, далее случилось так, что она ему отказала.
Сэйю: Нобухико Окамото
Юкио Окумура (яп. 奥村 雪男 Окумура Юкио) — брат-близнец Рина. Из-за того, что родился слабым, не получил силу Сатаны, и потому в бою полагается не на пламя, а на зелья и пистолеты. Благодаря брату-полудемону масё для него не стало проблемой, и с раннего детства он обладал способностью видеть демонов. С семи лет Юкио тайно обучался у их приёмного отца Сиро искусству экзорцизма, чтобы защищать Рина. Благодаря этому к моменту поступления обоих в Академию Истинного Креста Юкио уже был инструктором в школе обучения экзорцизму по предмету Антидемонической Фармакологии. Многие окружающие называют Юкио за его знания гением. Пользуется популярностью у противоположного пола. В бою он использует огнестрельное оружие и считается драгуном, а свои умения знахаря применяет только к раненым. К концу аниме (1-го сезона), в нём отчасти пробудилась сила Сатаны, в манге же его сатанинская часть проявляется через изменение глаз, что вызывает у самого героя депрессию на нервной почве и дикую паранойю. Невероятно терпеливый и ответственный юноша, что вызывает восхищение у окружающих, однако для демонов это является лишним поводом для «соблазнения». Так, например, Сабурота Тодо во время битвы с Нечестивым Королём заставил Юкио поверить, что в душе он такой же демон, что и его противник, а Люцифер лично пригласил его вступить в организацию Иллюминатов, посулив раскрыть силу, «что всегда была у него внутри», так как «духом он тоже слаб». Проявляет суицидальные наклонности.
Сэйю: Дзюн Фукуяма
Рюдзи Сугуро (яп. 勝呂 竜士 Сугуро Рю:дзи) — по прозвищу Бон — талантливый юноша и соперник Рина в его классе. Он — наследник Проклятого Храма, уничтоженного за 16 лет до начала основного действия манги. Он мечтает стать сильнейшим экзорцистом, чтобы победить Сатану и восстановить Храм. Пытается получить звание мастера как Арии, так и Драгуна. Изначально настроен к Рину враждебно, так как то, что самому Рюдзи приходится постигать усердной учёбой, Рин получает «за просто так», но, пережив ряд событий, эти двое становятся друзьями. Честен. Терпеть не может, когда люди поддаются своим порочным желаниям (часто из-за этого прилетает Симе, что не прочь приударить за любой мимопроходящей красоткой).
Сэйю: Кадзуя Накаи
Сиэми Морияма (яп. 杜山 しえみ Морияма Сиэми) — подруга и одноклассница Рина, который вместе с Юкио в своё время изгнал поселившегося в ней демона. После этого девушка сама решила стать экзорцистом. Дочь владелицы магазина антидемонических товаров «Фуцумия». В детстве была привязана к своей бабушке-садоводу и после её смерти ухаживала за их садом. До посещения курсов экзорцизма не ходила в школу. Имеет талант укротителя, фактически бесполезна в бою, но изо всех сил старается помочь друзьям, в чём ей помогает её фамильяр — зелёный человечек Нии. Влюблена в Рина, как и тот в неё. В 73 главе случайно (если это вообще можно назвать случайностью) призналась ему в своих чувствах, но Рин посчитал это как «ты-мне-нравишься-как-друг», после этого Камики Идзумо решила «поднатаскать» Сиеми в любовных делах. В 82 главе «отшила» Рина сказав: «Я пока не готова!»
Сэйю: Кана Ханадзава
Идзумо Камики (яп. 神木 出雲 Камики Идзумо) — одноклассница Рина, происходит из клана храмовых жриц. Единственная, помимо Сиэми, смогла призвать фамильяра — двух бякко. Довольно самоуверенна и эгоистична, в разговорах грубовата, но в то же время бывает более человечной, чем одноклассники — так, она первой признала Рина после того, как была раскрыта его демоническая сущность (по её венам течёт кровь демона, то бишь она тоже демон, как и Рин). Является целью Иллюминатов. В ночь Фестиваля Академии Истинного Креста была ранена Рэндзо Симой, а после использована Иллюминатами, как сосуд для Девятихвостого (как и её мать). Глубоко неравнодушна к Рину.
Сэйю: Эри Китамура
Рэндзо Сима (яп. 志摩 廉造 Сима Рэндзо:) — Розововолосый одноклассник Рина и друг Сугуро. Они приехали из одного храма, и его попросили заботиться о нём. Происходит из многодетной семьи — является пятым сыном, поэтому о нём мало кто заботится. Легкомысленный и обожает девушек. Собирается стать Арией (Песнопевцем), со временем решил стать рыцарём, так как учился на Арию для прикрытия. Жутко боится насекомых. В бою сражается посохом, классическим для всех буддистских монахов. Во время нападения Такары на Идзумо Камики, ранил последнюю. Фамильяром Рэндзо является Ямантака, обладатель чёрного пламени, что по словам Мефисто «всего лишь на ступень ниже синего». Шпион Иллюминатов. Двойной агент, так как также работает на Самаэля.
Сэйю: Кодзи Юса
Конэкомару Мива (яп. 三輪 子猫丸 Мива Конэкомару) — одноклассник Рина и друг Сугуро. Они приехали из одного храма, и его попросили заботиться о нём. С ранних лет осиротел, но был «усыновлён» сектой «Мё Дха». По этой причине готов на всё, чтобы защитить её. Является молодым главой семьи Мива, поэтому может присутствовать на важных собраниях «Ме Дха». Собирается стать Арией (Песнопевцем). Друзья нередко зовут его «Конэко» — «котенок». Спокойный, маленького роста, прекрасный и хороший психолог, что, правда, несколько тормозит его скромность. Однако он не боится посмотреть правде в глаза и старается не наступать на одни и те же грабли. Когда раскрылась правда о Рине, с целью защиты семьи перестал ему доверять, но во время мольбы над своей семьёй, встретил Рина, там они и помирились.
Сэйю: Юки Кадзи
Сюра Киригакурэ (яп. 霧隠 シュラ Киригакурэ Сюра) — верховный экзорцист первого класса и наставница Рина в искусстве обращения с мечом. Имеет класс рыцаря, доктора, арии и заклинателя. Получила звание мастера под руководством Сиро Фудзимото. Была тайно послана Ватиканом для выяснения сложившейся ситуации, как один из учеников на экзорциста, затем приняла должность наставника. Продолжает наблюдать за ситуацией в Японском Отделении Истинного Креста, однако позже Мефисто «связывает» ей руки и откровенно угрожает смертью, чтобы она не сорвала «план». Была спасена братьями Окумура во время инцидента с бессмертным нагой.
Сэйю: Рина Сато

### Второстепенные
Сиро Фудзимото (яп. 藤本 獅郎 Фудзимото Сиро:) — также Отец Фудзимото — бывший Паладин, опекун Рина и Юкио, считавшийся одним из лучших экзорцистов в мире. Он был способен справиться с пытками самого Сатаны благодаря волевому усилию, однако погиб при попытке последнего забрать в свой мир Рина. Пошляк, коллекционер порно-журналов. Шестнадцать лет назад бросил курить. Когда-то забрал меч Курикара у секты Мё Дха.
Сэйю: Кэйдзи Фудзивара
Мефисто Фелес (яп. メフィスト・フェレス Мэфисуто Фэрэсу, Самаэль) — глава Академии Истинного Креста, экзорцист. Имеет на самом деле очень много имён. Вместе с Амаймоном является демоном, одним из сыновей Сатаны (вторым) и старшим братом Амаймона, Рина и Юкио. Лжец, обладатель дара внушения, а также отличный лгун. Интриган. Имеет уникальную способность превращаться в маленькую собачку (шотландского терьера), используя заклинание после счёта до трёх на немецком языке, также использует этот счёт для разных трюков и заклинаний. В манге он может превращаться ещё и в таракана (46 глава). Его имя является отсылкой к демону Мефистофелю. Он всегда наблюдает, но крайне редко вмешивается в ход событий — за исключением тех случаев, когда они начинают угрожать его любимой Академии или его положению в Ордене. Обожает Японию и является отаку, да и в целом открыто признаёт, что любит людей и то что они создают, в разговоре с Рином в 39-й главе. Проводит много времени с младшим братом Амаймоном. Его настоящее имя — Самаэль, Повелитель Времени, один из восьми повелителей демонов, второй в иерархии Геенны.
Сэйю: Хироси Камия
Амаймон (яп. アマイモン) — седьмой сын Сатаны, демонический принц Геенны, младший брат Мефисто. Его имя является отсылкой к демону Амаймону. У него зелёные волосы и, как и у брата, весьма специфический стиль одежды. Обычно довольно спокоен, редко злится, но при этом гнев его поистине страшен. Обожает карамель и другие сладости. Время от времени призывает в Ассию своего прислужника — Бегемота. Седьмой в Иерархии Геенны, Король Земли.
Сэйю: Тэцуя Какихара
Люцифер (яп. ルシフェル) — (по манге) первый старший сын Сатаны, Король света Сильнейший из детей преисподнии. Является главой террористической группировки «Иллюминаты», действующей под лозунгом «мира и равенства во всем мире» (что наводит на крайне нехорошие мысли). На людях появляется в золотой маске, в виде совиной головы (отсылка к реально существующей группировке «Иллюминаты», нераспространенным символом которой являлась сова Минервы, символ мудрости). Высок, худ, болезненен (в Ассии). Причина плохого состояния тела: изначально образы королей демонов были размыты в человеческом сознании, поэтому у них не было физической формы. Позже у демонов появились тела, но зачастую не выдерживали и огромной магической мощи. Тела Люцифера полностью разрушались в течение 10 лет. Люцифер абсолютно спокоен, никогда не повышает голос, но не прощает ошибки. Внешность: блондин с зелёными глазами, коротко подстрижен, носит военную форму иллюминатов и алый плащ. Ниже своего младшего брата Самаэля.
Астарот (яп. アスタロト) — также является ребёнком Сатаны, восьмым в иерархии. Король Гниения. Появляется в начале манги и аниме, как рядовой демон, использовавший для взаимодействия с Рином сосуд из Ассии: тело молодого человека по имени Сиратори Рэндзи (главы банды малолетних бандюков, отстреливающих по ночам голубей в парке, и по совместительству сына богатеньких родителей, составляющих основной контингент учащихся академии Тру Кросс). Попытав удачу в поимке Рина и потерпев поражение от Фудзимото Сиро, он исчезает из повествования. Однако, в одном из спешлов к аниме говорилось о том, что поступив, спустя некоторое время, в академию ничего не помнящий Сиратори, случайно встретив в коридоре Окумуру Рина, снова вышел из себя и позволил Астароту вновь вселиться в его тело. Поэтому, вполне возможно, что в академии Тру Кросс на данный момент находится целых три Короля Геены. Постоянно окружён сонмом Угольной смолы и другими многочисленными демонами низшего уровня, вроде гулей или зомби.
Сэйю: Кэнтаро Ито
Артур Огюст Ангел (яп. アーサー・オーギュスト・エンジェル А:са: О:гюсуто Эндзэру) — вновь назначенный Паладин. Был послан Григорием, чтобы допросить Мефисто и заполучить Рина в качестве доказательства. По словам Сюры, Артур святой снаружи, но дьявол внутри. Использует демонический меч Калибурн. Высокомерен, любит устраивать представления и вызывать восторг у окружающих, но в то же время весьма ревниво относится к своему положению паладина, и не терпит, когда кто-то пытается его оспорить.
Сэйю: Дайсукэ Оно
Куро (Черныш) — Нэкомата, бывший божеством-хранителем. Подружился с Фудзимото и стал его фамильяром и привратником Задних Южных Ворот в Академии Истинного Креста. Узнав о смерти хозяина, обозлился, но, понятый Рином, стал его фамильяром. В форме демона представляет собой огромного кота с двумя хвостами и небольшими рогами на голове, в манге, в придачу, обладает крупным клыком, торчащим из-под нижней губы. Благодаря способности всех демонов обмениваться мыслями между собой, может «разговаривать» с Рином. Обожает вино с кошачьей мятой, так как Сиро всегда приносил ему его в подарок.
Сэйю: Аяхи Такагаки

## Манга
Манга Синий экзорцист (Blue Exorcist) (яп. 青の祓魔師) выходит в ежемесячном журнале Jump Square издательства Shueisha с апреля 2009 года. Первый танкобон был опубликован 4 августа 2009 года, по состоянию на 10 ноября 2019 года вышло уже 23 тома(115 на русском, 116 всего)).
С начала экранизации аниме общие тиражи манги поднялись в 7 раз. 7-й том планировалось напечатать общим тиражом в 1 000 000 экземпляров. Это самый большой тираж для манги, выходящей в журнале Jump Square.
Серия также лицензирована французской компанией Kazé Manga.

### Список томов/глав
| № | Японский: дата публикации | Японский: ISBN         |
| --- | ------------------------- | ---------------------- |
| 1 | 4 августа 2009 года       | ISBN 978-4-08-874709-5 |
| - 00. Инцидент особняка Мияма-Угуису (яп. ) - 01. Смех Сатаны (яп. 笑う青焔魔 Варау Сатан) - 02. Братья (яп. 兄と弟 Ани то Ото:то) - 03. Райский сад Амахары (яп. 天空の庭 Амахара но Нива) - Спешл в формате ёнкома |                           |                        |
| 2 | 4 ноября 2009 года        | ISBN 978-4-08-874757-6 |
| - 04. Дитя проклятого храма (яп. 祟り寺の仔 Татари Дэра но Ко) - 05. Стая ржанок (яп. 友千鳥 Томо Тидори) - 06. Здесь кто-то болен (яп. 此に病める者あり Коко ни Ямэру Моно ари) - 07. Воспоминания (яп. おもひで Омойдэ) - Спешл в формате ёнкома |                           |                        |
| 3 | 4 марта 2010 года         | ISBN 978-4-08-870016-8 |
| - 08. Чёрный кот (яп. 黒猫 Куронэко) - 09. Салочки (яп. 鬼事 Онигокко) - 10. Доказательство (яп. 証明 Сё:мэй) - 11. Весёлый лагерь (яп. 愉しいキャンプ Таносий Кямпу) - Спешл в формате ёнкома |                           |                        |
| 4 | 2 июля 2010 года          | ISBN 978-4-08-870079-3 |
| - 12. Фонарь, зовущий мотыльков (яп. 誘蛾灯 Ю:гато:) - 13. Доброе дело (яп. やさしい事 Ясасий Кото) - 14. Пари (яп. 賭 Какэ) - 15. Все и каждый (яп. どいつもこいつも Дойцу мо Койцу мо) - Спешл в формате ёнкома |                           |                        |
| 5 | 3 декабря 2010 года       | ISBN 978-4-08-870136-3 |
| - 16. Начало дела (яп. 事の始まり Кото но Хадзимари) - 17. Вперёд, в Киото! (яп. 京都へGo! Кё:то э Го:) - 18. Разлад (яп. 仲違い Накатагай) - 19. Опьянённый сын (яп. 酔いどれ息子 Ёйдорэ Мусуко) - Спешл в формате ёнкома |                           |                        |
| 6 | 4 апреля 2011 года        | ISBN 978-4-08-870214-8 |
| - 20. Предатель (яп. 裏切者 Урагиримоно) - 21. Перемена (яп. 転変 Темпэн) - 22. Ярое пламя (яп. 炎火 Энка) - 23. Слова отца (яп. 父語り Тити Гатари) - Спешл 1. Призрачный поезд (яп. 幽霊列車 Ю:рэй Рэсся (Фантому Трэйн)) - Спешл 2. Побег Куро (яп. クロの家出 Куро но Иэдэ)                                                                                                |                           |                        |
| 7 | 2 сентября 2011           |                        |
| - 24. Пустой меч (яп. 空虚の剣 Ку:кё но Кэн) - 25. Нечистый Король (яп. 不浄王 Фудзё: О:) - 26. Пламя сердца (яп. こころのひ Кокоро но Хи) - 27. Решающая встреча на Конго Синдзан (яп. 決戦!金剛深山 Кессен! Конго Синдзан) |                           |                        |
| 8 | 4 апреля 2012 года        |                        |
| - 28. Красный цветок лотоса (яп. 紅蓮 Гурэн) - 29. 結界呪 (яп. Кэккай-ю) - 30. Предзнаменование (яп. 因縁生起 Иннэн Сёоки) - 31. Путь в нирвану (яп. 入滅) - 32. Бездна (яп. ) |                           |                        |
| 9 | 4 сентября 2012           |                        |
| - 33. Разрушение (яп. ) - 34. Выводы (яп. ) - 35. Огромное безбрежное море (яп. ) - 36. Туда, где бушуют синие волны (яп. ) - 37. Рассвет (яп. ) - Спешл. Нулевая популярность группы Кин-нии! (яп. ) |                           |                        |
| 10 | 28 декабря 2012           |                        |
| - 38. Экзорцист (яп. ) - 39. Демонический этикет (яп. ) - 40. Семь загадок Академии Истинного Креста (яп. ) - 41. Расположение тайн (яп. ) |                           |                        |
| 11 |                           |                        |
| - 42. Волнение мира (яп. ) - 43. Друзья (яп. ) - 44. Эксцентричные откровения Мефисто (яп. ) - 45. Молодые зомби (яп. ) - 46. Попытка и провал (яп. ) - 46,5. Экстра. Горе Юкио Окумуры (яп. ) - 46,6. Экстра. Бонус (яп. ) |                           |                        |
| 12 |                           |                        |
| - 47. Фестиваль академии истинного креста (яп. ) - 48. Ночь фестиваля академии истинного креста (яп. ) - 49. Фестиваль академии истинного креста — последующая ночь (яп. ) - 50. Самое важное для меня (яп. ) - 51. Те, кого обманули, — дураки (яп. ) - 52. Никому не верь (яп. ) - 53. Пока вы будете спать я перережу вам глотки (яп. ) - 54. Я не вернусь к рыцарям (яп. ) |                           |                        |
| 13 |                           |                        |
| - 55. Они были мне как братья (яп. ) - 56 Перерыв (яп. ) - 57 Дебют (яп. ) |                           |                        |
| 14 |                           |                        |
| - 58. Миттельшпиль (яп. ) - 59. Эндшпиль (яп. ) - 60. Пребывание с ними бесит меня, но... (яп. ) - 61. Сокровище (яп. ) - 62. Изгнание и очищение зла (яп. ) |                           |                        |
| 15 |                           |                        |
| - 63. Прощай (яп. ) - 64. Иттекимас (яп. ) - 65. Розовый паук. Часть 1 (яп. ) - 66. Розовый паук. Часть 2 (яп. ) - 67. Розовый паук. Часть 3 (яп. ) |                           |                        |
| 16 |                           |                        |
| - 68. Обнажённый фестиваль (яп. ) - 69. Круглый стол высшего эшелона (яп. ) - 70. Цель (яп. ) - 71. Каждый любит по-своему (яп. ) - 72. На пути (яп. ) |                           |                        |
| 17 |                           |                        |
| - 73. Пробуждение любви (яп. ) - 74. Заметённая снегом станция Хачинохе (яп. ) - 75. Один лишь вой метели вокруг (яп. ) - 76. Далёкое северное прощание (яп. ) - 77. Словно моля о звёздах (яп. ) |                           |                        |
| 18 |                           |                        |
| - 78. Я буду в порядке, если не вернусь (яп. ) - 79. Ледяная змея (яп. ) - 80. Зимний пляж Аомори (яп. ) - 81. Подземная библиотека (яп. ) - 82. Пробуждение (яп. ) |                           |                        |
| 19 |                           |                        |
| - 83. Ниточка (яп. ) - 84. Там, где всё началось (яп. ) - 85. Гетерофиллия (яп. ) - 86. Фруктовые ветви (яп. ) - 87. Эмбрион (яп. ) |                           |                        |
| 20 |                           |                        |
| - 88. Канун (Рождества) Дня рождения (яп. ) - 89. С Днём (Весёлого Рождества) Рождения (яп. ) - 90. Поздравления: Предсвадебная ночь (яп. ) - 91. Поздравления — Поздний вечер (яп. ) |                           |                        |

## Аниме-сериал
О производстве сериала по сюжету манги было объявлено 27 ноября 2010 года; созданием аниме занималась студия A-1 Pictures, трансляция началась 10 апреля 2011 года.
Режиссёром проекта стал Тэнсай Окамура. Музыку к сериалу написал Хироюки Савано.

### Второй сезон
В конце первого сезона аниме было озвучено о выходе второго сезона в 2012 году, однако второй сезон в этом году не вышел. В июле 2016 на официальном сайте сериала появился обратный отсчёт, а по его завершении промо-видео второго сезона.
В 31 выпуске журнала Weekly Shonen Jump было анонсировано, что по манге Кадзуэ Като будет снят второй сезон аниме «Синий экзорцист» (Ao no Exorcist: Kyoto Fujō Ō-hen). Манга публикуется с 2009 года в ежемесячном журнале Jump Square, на страницах которого уже выпущено 18 томов. На основании истории Кадзуэ Като, как уже упоминалось, в далёком 2011 году вышло 25 эпизодов ТВ-сериала, а в 2012 году аниме-фильм и затем ничего нового не появлялось.
Второй сезон вышел в 2017 году и основан на арке «Kyoto Impure King» (главы с 16 по 34). 

#### Список серий
| № серии | Название серии                                                                        | Трансляция в Японии                     |
| ------- | ------------------------------------------------------------------------------------- | --------------------------------------- |
| 1       | Демоны живут в людских сердцах «Акума ва Хито но Кокоро ни Суму» (悪魔は人の心に棲む) | 17 апреля 2011 года                     |
| 2       | Врата Геенны «Гэхэна Гэ:то» (虚無界の門)                                              | 24 апреля 2011 года                     |
| 3       | Братья «Ани то Ото:то» (兄と弟)                                                       | 1 мая 2011 года                         |
| 4       | Райский сад Амахары «Амахара но Нива» (天空の庭)                                      | 8 мая 2011 года                         |
| 5       | Дитя проклятого храма «Татари Дэра но Ко» (祟り寺の子)                                | 15 мая 2011 года                        |
| 6       | Призрачный повар «Мабороси но Рё:ринин» (まぼろしの料理人)                            | 22 мая 2011 года                        |
| 7       | Стая ржанок «Томо Тидори» (友千鳥)                                                    | 29 мая 2011 года                        |
| 8       | Здесь кто-то болен «Коко ни Ямэру Моно ари» (此に病める者あり)                        | 5 июня 2011 года                        |
| 9       | Воспоминания «Омойдэ» (おもひで)                                                      | 12 июня 2011 года                       |
| 10      | Чёрный кот (Кат Ши) «Куронэко (Кэтто Си:)» (黒猫 (ケット・シー))                      | 19 июня 2011 года                       |
| 11      | Демон из морских глубин «Синкай но Акума» (深海の悪魔)                                | 26 июня 2011 года                       |
| 12      | Игра в салки «Онигокко» (鬼事)                                                        | 3 июля 2011 года                        |
| 13      | Доказательство «Сё:мэй» (証明)                                                        | 10 июля 2011 года                       |
| 14      | Весёлый лагерь «Таносий Кямпу» (愉しいキャンプ)                                       | 17 июля 2011 года                       |
| 15      | Доброе дело «Ясасий Кото» (やさしい事)                                                | 24 июля 2011 года                       |
| 16      | Пари «Какэ» (賭)                                                                      | 31 июля 2011 года                       |
| 17      | Искушение «Ю:Ваку» (誘惑)                                                             | 7 августа 2011 года                     |
| 18      | Шторм «Кё:фу:» (強風)                                                                 | 14 августа 2011 года                    |
| 19      | Простой день «Нандэмо най Хи» (なんでもない日)                                        | 21 августа 2011 года                    |
| 20      | Маска «Камэн» (假面)                                                                  | 28 августа 2011 года                    |
| 21      | Тайный сад «Химицу но Ханадзоно» (秘密の花園)                                         | 4 сентября 2011 года                    |
| 22      | Охота на демонов «Акума Гари» (悪魔狩り)                                              | 11 сентября 2011 года                   |
| 23      | Истина «Синдзицу» (真実)                                                              | 18 сентября 2011 года                   |
| 24      | Дитя Сатаны «Сатан но Ко» (魔神の落胤)                                                | 25 сентября 2011 года                   |
| 25      | Остановись, мгновенье! «Токи ё, Томарэ» (時よ止まれ)                                  | 2 октября 2011 года                     |
| OVA     | Побег Куро «Куро но Иэдэ» (クロの家出)                                                | 26 октября 2011 года (на DVD и Blu-ray) |

### Третий сезон
В декабре 2022 года был анонсирован новый аниме-сериал и показан небольшой тизер. 10 сентября 2023 года на Aniplex Online Fest 2023 актёры озвучки Рина и Юкио рассказали подробности о новом сезоне, а после показали трейлер.
Новое аниме получило заголовок Blue Exorcist: Shimane Illuminati Saga. Сюжет основан на арке «Иллюминатов» из манги (главы с 50 по 64), также адаптированы аркы «Семи тайн» и «Фестиваля Академии» (главы с 38 по 49).
Производством на этот раз занималась Studio VOLN. Режиссером выступил Даисукэ Ёсида, а сценаристом — Тосия Оно. Дизайном персонажей занимался Юри Оохигаси. Саундтрек к новому сезону написали Хироюки Савано и Кохта Ямамото.